# Mokronog
Mokronog (niem. Nassenfuß) – wieś w Słowenii, wraz z wsią Trebelno siedziba gminy Mokronog-Trebelno. W 2018 roku liczyła 674 mieszkańców.
Jest położona u podnóża wzgórza o nazwie Žalostna gora, przez które wiedzie trasa pielgrzymkowa do XVI-wiecznego kościoła pw. Matki Boskiej Bolesnej.